# Article 62 de la Constitution belge
L’article 62 de la Constitution belge fait partie du titre III Des pouvoirs. Il traite des élections de la Chambre des représentants. Il opte pour un mode de scrutin proportionnel et rend le vote obligatoire et secret. 
Il date du 7 février 1831 et était à l'origine — sous l'ancienne numérotation — l'article 48. Il a été révisé en 1893, en 1920 et lors de la troisième réforme de l'État. 

## Texte
« La constitution des collèges électoraux est réglée par la loi. 
 Les élections se font par le système de représentation proportionnelle que la loi détermine. 
 Le vote est obligatoire et secret. Il a lieu à la commune, sauf les exceptions à déterminer par la loi. »

## Scrutin proportionnel
Les membres de la Chambre des représentants sont élus suivant un système de représentation proportionnelle déterminé par la loi. C'est la méthode d'Hondt qui est employée pour répartir les sièges.
Ce principe n'a pas toujours figuré dans la Constitution : le constituant originaire n'imposait aucun mode de scrutin. De 1831 à 1899, le législateur opta pour un scrutin majoritaire qu'il abandonna ensuite au profit du scrutin proportionnel. Deux décennies plus tard, ce choix fut gravé dans la Constitution lors de la révision du 15 novembre 1920.
Le scrutin proportionnel vise à fournir une représentation fidèle du corps électoral.
Le principe est toutefois tempéré depuis 2002 par l'instauration d'un seuil électoral qui exclut les listes qui ont recueilli moins de 5 % du total général des votes valablement exprimés à l'échelle de la circonscription électorale. 

## Vote obligatoire
La révision du 7 septembre 1893 a rendu le vote obligatoire ; l'objectif étant principalement de prévenir l'abstentionnisme et d'éviter que les électeurs les plus modérés ne s'effacent au profit des électeurs les plus radicaux.
Le vote obligatoire est une exception dans l'Union européenne : seuls le Luxembourg, l'Autriche, la Grèce et Chypre retiennent aujourd'hui un tel système.
Pour l'élection directe des sénateurs jusqu'à 2010, le vote obligatoire et secret était défini par l'article 68 §2 de la Constitution. Le vote obligatoire pour les élections européennes, régionales et locales est défini par des autres lois et décrets.

## Vote secret
Depuis la révision de 1920, il est précisé que le vote est secret. Cette modalité permet de préserver les électeurs de toute influence extérieure au moment du vote.

## Vote au lieu de la commune
Depuis la révision constitutionnelle de 1893, il est précisé que le vote a lieu à la commune.
Cette disposition vise à garantir la représentativité du Parlement en favorisant l'accès au vote aux électeurs disposant de moyens de locomotion limités. Elle permet de prévenir l'abstentionnisme et d'assurer la représentation des franges les plus défavorisées de l'électorat.
Comme la Constitution le lui permet, le législateur a instauré plusieurs exceptions à ce principe.
D'une part, un régime particulier est prévu au bénéfice des minorités linguistiques des exclaves flamande et wallonne. Les habitants des Fourons peuvent se rendre dans la commune d'Aubel s'ils souhaitent voter en faveur d'une liste de la circonscription électorale de Liège et les habitants de Comines-Warneton peuvent se rendre dans la commune de Heuvelland s'ils souhaitent voter en faveur d'une liste de la circonscription électorale de Flandre occidentale.
D'autre part, les Belges résidant à l'étranger disposent de plusieurs moyens d'exprimer leur vote, dont le vote au poste diplomatique ou consulaire ou encore le vote par correspondance.